# Рица
Рица (на грузински: რიწის ტბა) е най-голямото и най-посещавано високопланинско езеро в Северна Грузия. Разположено е в частта от Кавказ, попадаща в частично признатата Република Абхазия. Териториално е разположено в Гудаутски район, в басейна на река Бзъб. Това е един от най-красивите високопланински водоеми в страната, а те са над 180. Постепенно се превръща в много популярна туристическа дестинация за отдих.

## История
Местните ловци и пастири отдавна знаят за съществуването на Рица и при влизането си в дефилето са принасяли жертви на покровителя на тези места. В планините, по време на лов, не смеели да разговарят на нормален език, а ползвали помежду си специален езотеричен език, наричан „горски“.
За първи път езерото е нанесено на географска карта от неизвестен автор през 1865 година. През 1895, от височината на скалистия Ацетук, го вижда и описва известният руски ботаник, географ и пътешественик Николай Албов. Първите изследвания са осъществени от научната експедиция към „Кримско-Кавказкия планински клуб“, под ръководството на Евгения Морозова-Попова.
През 1929 година абхазка експедиция се добира до езерото и на следващата година то за първи път се появява в пътеводителя „Абхазки Алпи“, съставен от С. Анисимов. От този момент езерото Рица се превръща в привлекателен туристически обект. Първият път, свързващ езерото с пътната мрежа на страната, е прекаран през 1936 година.

## География
Езерото заема част от долината на река Лашипса, разположено е на 950 метра над морското равнище и от всички страни е обкръжено с високи планини и гъсти гори. Дължината му е 2000 метра, а най-голямата дълбочина, според различните източници се движи от 115 до 150 m. Площта на Рица е 132 ха. Дължината на бреговата линия е около 4,2 km, площта му – около 1,3 km2, а най-голямата му ширина достига до 447 метра.
Езерото е заобиколено от високи планински масиви – от югозапад над него надвисва Пшегишха с максимална височина от 2222 m над морското ниво, а на изток, с височината си от 2700 m, се издига Арихуа (Рихва). На север е разположен скалистият масив Ацетук, с най-висок връх Агапста (3261 m). В древността през превала на Ацетук е преминавал главният път в този район на страната.

## Води
Освен река Лашипса, в Рица се вливат още 5 малки реки и изтича само една – Юпшара. Максималната температура на езерните води попада в диапазона +17 С° – +20 С° и се регистрира през месец август. Минималните са измерени през февруари и се движат в границите +3 С° – +4 С°. Средната температура на повърхността на езерото е малко по-висока от 10 С°. През много студените зими, по изключение, Рица може да замръзне и да се покрие с ледена кора с дебелина 1 – 5 cm. Прозрачността достига максимално до 8 – 10 метра, а през зимата се колебае между 1 и 10 метра.
В зависимост от сезона, водите на езерото менят цвета си. През пролетта и лятото те са жълтозелени, а през есента и зимата – светлосини. Това явление е свързано с етапите на развитие на микроскопичните водорасли на дъното му и с прозрачността на водата, вливаща се в него.

## Геология
Езерото е образувано преди около 300 години, в резултата на тектонично пропадане на долината на река Лашипса, в пресечната точка на две геоложки структури, образувани от варовици и порфирити. В средата на 18 век, поради мощното тектонично движение, от североизточния склон на планината Пшегишха се откъсва огромна варовикова маса, прегражда долината на река Лашупса, а водите на затворената река изпълват образувалата се планинска чаша и формират езерото Рица.

## Климат
Независимо от неголемите си размери, езерото оказва влияние върху климата на цялата котловина. Водната площ създава около себе си характерен микроклимат с повишена влажност на въздуха. Преобладаващите ветрове духат от каньона на река Лашипса, преминават през езерото и нахлуват между стръмните брегове на река Юпшара. Там те се засрещат с местния бриз. Понякога се наблюдава необичайно рядко явление – облаците падат толкова ниско, че почти допират водите на езерото, а ветровете се втурват обратно от Юпшара към Лашипса.

## Флора и фауна
Склонове на Арихуа и Ацетук са обрасли с вековни борови гори и на някои места се виждат участъци от местността, с повалени от лавини гигантски дървета. Пшегишха представлява гол, скалист планински масив. Мощта на природата на това място се чувства особено силно.
Езерото е обитавано от един-единствен вид риба – речна пъстърва. Бреговете му са необитаеми, околността е обявена за резерват и природата е добре съхранена.
Резерватът е основан през 1930 година. В него живее кафявата кавказка мечка, която през пролетта се спуска към езерото и долините на реките, а през лятото се изтегля нагоре, по-близо до алпийските поляни. В горите, край река Бзъб се срещат глигани, които понякога се изкачват до 2500 метра надморско ниво. В числото на хищниците могат да се споменат още вълци, лисици и чакали. Вълците са от типа черноморски вълк, с неголям ръст и светлосива козина. През лятото също се изкачват до алпийските поляни.
В горите край река Бзъб се въдят диви кавказки котки с тегло до 8 килограма, а в долината на река Лашупса се срещат белки. Особен интерес представляват високопланинските обитатели – кавказки козли, елени и сърни. Броят на елените в резервата е спаднал на 30 екземпляра. Разнообразието от птици е голямо, като тук има и ендемични видове.

## Забележителности
- На брега на езерото Рица се намират дачите на Сталин и Брежнев, със съхранени автентични мебели и предмети от интериора. До 2012 година те са атракция за туристите, но след това са закрити за посещения по нареждане на президента на Абхазия.[2]
- Каньонът на река Юпшара е едно от най-живописните места на Кавказ. Простира се на дължина 8 km, а неговото начало е положено от гигантска цепнатина, раздвижила скалите и поела водата на реката.[4]

## Легенда
Някога на мястото на езерото Рица протичала широка река, а по бреговете и се разстилали сочни пасища. На тях водела стадото си ослепително красивата девойка Рица. Тя имала трима братя – най-големия Агапста, средния Ацетук и най-малкия Пшегишха. Те по цял ден бродели из горите и ловували сърни и антилопи. Един път обаче братята тръгнали и не се върнали навреме. Рица ги чакала ден, два и накрая събрала стадото край реката, седнала и запяла. Песента ѝ чули двама горски разбойници – Гега и Юпшара. Юпшара отишъл да види кой пее, онемял от красотата на девойката, втурнал се и я сграбчил в прегръдките си. Рица започнала да вика за помощ, един сокол я чул и полетял като стрела да извести братята.
Тримата братя се втурнали да спасяват сестра си, но Юпшара не я пускал. Тогава Пшегишха изтеглил богатирския си щит, замерил с него насилника, но не го улучил. Оръжието попаднало напречно на реката, спряло течението, водата бързо нахлула и стремително заляла долината, превръщайки я мигновено в езеро. С последни сили Рица се измъкнала от хватката на разбойника, но била отнесена от водите на бушуващото езеро. Братята направили всичко за да я спасят, но не успели. Тогава Пшегишха хванал Юпшара и го хвърлил във водата. Но езерото не приело разбойника, а го изхвърлило в руслото на реката, която го понесла към морето и която днес носи неговото име. Гега се хвърлил да го спасява, но също не успял и бил отнесен. А тримата братя, от мъка по сестра си, се вкаменили и се превърнали във високи планини. И до днес те стоят край прозрачните води на езерото и охраняват вечния сън на Рица.